# Raritan (Illinois)
Raritan – wieś w stanie Illinois w hrabstwie Henderson w Stanach Zjednoczonych.